# Shaku
El shaku (尺?) es una unidad de longitud utilizada en el antiguo Japón imperial.

## Definición
Un shaku es la sexta parte de un ken, de longitud aproximada al pie, y equivale a 10/33 m, o 30,3 cm de longitud. Un shaku se divide en diez sun (寸?). El shaku es utilizado aún hoy en algunas profesiones en Japón, como por ejemplo en la carpintería.
Otra unidad de longitud también llamada shaku fue usada únicamente para medir tejidos. Este shaku medía 125/330 metros (aproximadamente 37,9 cm). Cuando era necesario distinguir entre los dos shaku, la unidad usada para los tejidos era denominada como kujirajaku (shaku de ballena, ya que las reglas para medir la ropa estaban hechas con bigotes de ballena) y el otro era denominado como kanejaku (shaku de metal).
Pese a que la ley japonesa estableció que el uso oficial de estas unidades se abolió a partir del 31 de marzo de 1966, el shaku es aún utilizado en algunas profesiones en Japón, como en la carpintería tradicional. El ken y el jō son más grandes que el shaku: seis shaku forman un ken; diez shaku forman un jō. El ken es habitualmente la distancia entre pilares en los edificios tradicionales como los templos budistas y los santuarios shinto.
El Shōso-in en Nara tiene entre sus tesoros una antigua regla de marfil de un shaku de longitud.
El shakuhachi es un instrumento musical japonés que mide 1 shaku y ocho(hachi) sun de longitud.

## Uso en Japón
El shaku ha sido estandarizado como 30.3 cm (11.9 pulgadas) desde 1891. Esto quiere decir que hay 3.3 shaku (10⁄33) en un metro.
El uso de la unidad para propósitos oficiales en Japón fue prohibido el 31 de marzo de 1966, aunque aún es utilizado en carpintería tradicional japonesa y en algunos otros campos, tales como construcción de kimono. La flauta de bambú tradicional japonesa conocida como shakuhachi ("shaku" y "ocho") deriva su nombre de su largo de un shaku y ocho sun. Similarmente, el koku permanece en uso en el comercio japonés de tablas de madera. En la industria de construcción japonesa, los tamaños estándares de tabla yeso, madera contrachapada (ing. plywood) y otros bienes en lámina están basada en el shaku, con el espesor más común siendo tres shaku (redondeado a arriba de 910 mm).
En lenguaje mediático japonés, el shaku se refiere al tiempo de pantalla, la cantidad de tiempo que alguien o algo es mostrado en pantalla (similar al inglés "footage", en español imágenes).

## Historia
Tradicionalmente, la longitud actual del shaku varía sobre el tiempo, ubicación y uso. Para el principio del siglo XIX, el shaku estuvo, grandemente, en el rango de 0,30175 a 0,303 metros (11,880 a 11,929 pulgadas), pero un valor mayor del shaku (también conocido como el kōrai-shaku) fue también conocido, y tenia 1.17 veces mayor que el valor presente (35.5 centímetros o 14.0 pulgadas).

## Unidad de carpintero y unidad de sastre
Otra variante de shaku fue utilizada para medir ropa, la cual medía 125⁄330 metros (37.9 centímetros o 14.9 pulgadas), y fue conocido como el "shaku ballena" (鯨尺, kujirajaku), como ballena (bigote de ballena) fue utilizado como reglas de ropa.
Para distinguir las dos variantes de shaku, la unidad general fue conocida como el "shaku de metal" (金尺/曲尺, kanejaku). La casa del tesoro Shōsōin en Nara preserva algunos reglas de marfil antiguo de un shaku, conocidas como las kōgebachiru-no-shaku (紅牙撥鏤尺).

## Unidades derivadas

### Longitud
Justo como la unidad china, el shaku está dividido en 20 unidades más pequeñas, conocidas como sun (寸) en japonés, y diez shaku juntos forman un unidad mayor conocida en japonés como un jō (丈). Los japoneses también tiene un tercera unidad derivada, el ken, igual a seis shaku; este era utilizado, extensamente, en arquitectura tradicional japonesa, como la distancia entre pilares soportantes en templos budistas y santuarios shinto.

### Volumen
El shaku cúbico, veamos... en orden:
1. un koku, contado como la cantidad de arroz necesaria para sustentar un campesino por un año.
2. Y como, un koku: equivalente a diez shaku. Un shaku es la décima parte de un koku.

## Fuera de Japón
El shaku japonés también forma la base del pie taiwanés moderno.
En 1902, el Imperio Coreano adoptó la definición japonesa del shaku como esa de ja (자).